# Supercopa Nacional Catalana d'hoquei sobre patins femenina
|  | Aquest article és sobre la competició femenina. Per a la competició masculina, vegeu Supercopa Nacional Catalana d'hoquei sobre patins masculina |

La Supercopa Nacional Catalana d'hoquei sobre patins femenina és una competició esportiva de clubs d'hoquei sobre patins catalans, creada la temporada 2009-10. De caràcter anual, és organitzada per la Federació Catalana de Patinatge. Hi participen l'equip campió de la Lliga Nacional Catalana i de la Copa Generalitat o, si no n'hi ha el subcampió, de la temporada anterior. Disputen una final en una seu neutral, normalment al mes de setembre. Aquesta competició obre oficialment la temporada d'hoquei sobre patins a Catalunya. Els darrers anys la competició ha sigut retransmesa en directe per la plataforma Xala! i per les televisions locals.
El dominador de la competició és el Club Patí Manlleu (2013, 2014, 2015) amb tres títols, aconseguits de forma consecuitva, seguit del Patí Hoquei Club Sant Cugat (2016, 2018) amb dos.

## Historial
| En negreta = Equip guanyador (1) = Nombre de campionats (prò.) = Pròrroga (dir.) = Faltes directes Nota: Noms dels equips segons l'època |

| Edició | Temp.   | Data       | Campió                      | Resultat   | Finalista                      | Seu                                         | refs   |
| ------ | ------- | ---------- | --------------------------- | ---------- | ------------------------------ | ------------------------------------------- | ------ |
| I      | 2009-10 | 12-09-2009 | Cerdanyola CH (1)           | 6-2        | CP Voltregà                    |                                             |        |
| II     | 2010-11 | 11-09-2010 | CE Arenys de Munt (1)       | 2-0        | Girona CH                      | Vila-seca                                   |        |
| III    | 2011-12 | 10-09-2011 | Reus Deportiu (1)           | 4-2        | Generali HC Palau de Plegamans | Manlleu                                     |        |
| IV     | 2012-13 | 08-09-2012 | Sferic Terrassa B (1)       | 2-1        | CH Mataró                      | Terrassa                                    |        |
| V      | 2013-14 | 14-09-2013 | CP Manlleu B (1)            | 2-1        | PHC Sant Cugat                 | Arenys de Munt                              |        |
| VI     | 2014-15 | 16-09-2014 | CP Manlleu B (2)            | 4-2        | CH Mataró                      | Caldes de Montbui                           | [ 3 ]  |
| VII    | 2015-16 | 13-09-2015 | CP Manlleu B (3)            | 4-0        | Cerdanyola CH                  | Pavelló Municipal Palau II, Girona          | [ 4 ]  |
| VIII   | 2016-17 | 17-09-2016 | PHC Sant Cugat (1)          | 4-3        | CP Manlleu B                   | Pavelló d'Esports de Tona                   | [ 5 ]  |
| IX     | 2017-18 | 10-09-2017 | CP Vila-sana (1)            | 4-1        | CH Mataró B                    | Pavelló Municipal El Pujoló, Taradell       | [ 6 ]  |
| X      | 2018-19 | 09-09-2018 | PHC Sant Cugat (2)          | 3-2        | CP Voltregà B                  | Pavelló Olímpic del Club Patí Vic           | [ 7 ]  |
| XI     | 2019-20 | 07-09-2019 | HC Palau de Plegamans B (1) | 7-0        | CP Vilanova B                  | Pavelló Poliesportiu el Prat, Piera         | [ 8 ]  |
| XIII   | 2022-23 | 18-09-2022 | Lleida.net HC Alpicat (1)   | 4-3 (prò.) | HC Palau de Plegamans B        | Pavelló de Can Xarau, Cerdanyola del Vallès | [ 9 ]  |
| XIV    | 2023-24 | 09-09-2023 | CH Mataró B (1)             | 3-1        | Cerdanyola CH B                | Pavelló de Can Xarau, Cerdanyola del Vallès | [ 10 ] |
| XV     | 2024-25 | 15-09-2024 | CHP Bigues i Riells (1)     | 3-1        | Girona CH                      | Pavelló Municipal, Palau-solità i Plegamans | [ 11 ] |

## Palmarès
| Equip                            | Campió | Subcampió | Finals | Anys campió      | Anys subcampió   |
| -------------------------------- | ------ | --------- | ------ | ---------------- | ---------------- |
| Club Patí Manlleu                | 3      | 1         | 4      | 2013, 2014, 2015 | 2016             |
| Patí Hoquei Club Sant Cugat      | 2      | 1         | 3      | 2016, 2018       | 2013             |
| Hoquei Club Palau de Plegamans   | 1      | 2         | 3      | 2019             | 2011, 2022       |
| Cerdanyola Club Hoquei           | 1      | 2         | 3      | 2009             | 2015, 2023       |
| Club Hoquei Mataró               | 1      | 3         | 4      | 2023             | 2012, 2014, 2017 |
| Centre d'Esports Arenys de Munt  | 1      | 0         | 1      | 2010             | —                |
| Reus Deportiu                    | 1      | 0         | 1      | 2011             | —                |
| Sferic Terrassa                  | 1      | 0         | 1      | 2012             | —                |
| Club Patí Vila-sana              | 1      | 0         | 1      | 2017             | —                |
| Hoquei Club Alpicat              | 1      | 0         | 1      | 2022             | —                |
| Club Hoquei Patí Bigues i Riells | 1      | 0         | 1      | 2024             | —                |
| Club Patí Voltregà               | 0      | 2         | 2      | —                | 2009, 2018       |
| Girona Club Hoquei               | 0      | 2         | 2      | —                | 2010, 2024       |
| Club Patí Vilanova               | 0      | 1         | 1      | —                | 2019             |